# Wilhelmine von Grävenitz

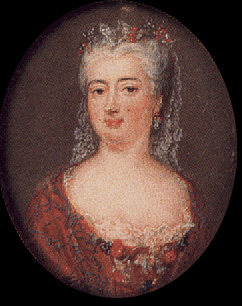
Angebliche Porträtminiatur der Wilhelmine von Grävenitz, 1721

Christine Wilhelmine Friederike von Grävenitz, Gräfin von Würben (* 4. Februar 1685 in Schilde; † 21. Oktober 1744 in Berlin) war eine Mätresse des württembergischen Herzoges Eberhard Ludwig. Mit Wilhelmines Platzierung in Stuttgart erhoffte sich die Familie Grävenitz ihren politischen Einfluss auf den Herzog weiter festigen zu können. Wilhelmine gelang es trotz des Widerstandes der Landstände und Gegnern am Hofe (allen voran der Herzogin Johanna Elisabeth von Baden-Durlach), sich 24 Jahre lang an der Seite Eberhard Ludwigs zu halten. Ihrer Beziehung zum Herzog verdankte sie den Aufstieg zur Reichsgräfin, den Erwerb mehrerer Herrschaften und Einflussmöglichkeiten auf die Politik. Dennoch war ihre Rolle am württembergischen Hof zweimal existenziell gefährdet. Im Jahr 1707 löste ihre Heirat mit dem bereits vermählten Eberhard Ludwig eine Staatsaffäre aus, die erst mithilfe einer Scheinehe überwunden werden konnte. 1711 heiratete sie den Grafen Franz Ferdinand von Würben. In der zweiten Krise sagte sich der Herzog 1731 von ihr los, um mit der alternden Herzogin doch noch einen thronfolgeberechtigen Abkömmling zu zeugen und so die Herrschaft der katholischen Nebenlinie Württemberg-Winnental unter dem späteren Herzog Karl Alexander zu verhindern. Nach einer kurzzeitigen Inhaftierung in Urach und Verbannung aus dem Herzogtum Württemberg verbrachte sie ihre letzten Jahre unter dem Schutz des preußischen Königs Friedrich Wilhelm I. in Berlin.

## Leben

### Herkunft
Wilhelmine von Grävenitz wurde in eine kleinadlige Familie hineingeboren. Ihre Mutter, Dorothea von Grävenitz, geb. von Wendessen († 1718), genoss die besondere Gunst der Herzoginwitwe Christine Wilhelmine von Mecklenburg.
Die Familie Grävenitz unterhielt weit verzweigte Verbindungen zu den Fürstenhöfen des Heiligen Römischen Reiches, etwa in das Herzogtum Mecklenburg-Güstrow, dem Wilhelmines Vater Hans Friedrich von Grävenitz als Hofmarschall diente, in das Königreich Preußen, wo Wilhelmines Schwester Eleonore von Grävenitz als „Vertraute“ von Königin Sophie Luise war, und in das Herzogtum Württemberg. Dort machte Wilhelmines Bruder Friedrich Wilhelm von Grävenitz unter Herzog Eberhard Ludwig als Geheimer Rat, Oberhofmeister und Premierminister Karriere. Friedrich Wilhelm von Grävenitz gehörte jedoch nicht dem württembergischen Adel an. Dies erhöhte seine Abhängigkeit vom württembergischen Herzog. Um sich Eberhard Ludwigs Gunst zu sichern, positionierte er schließlich seine Schwester Wilhelmine am Hof.

### Beginn der Beziehung zu Eberhard Ludwig (1706)

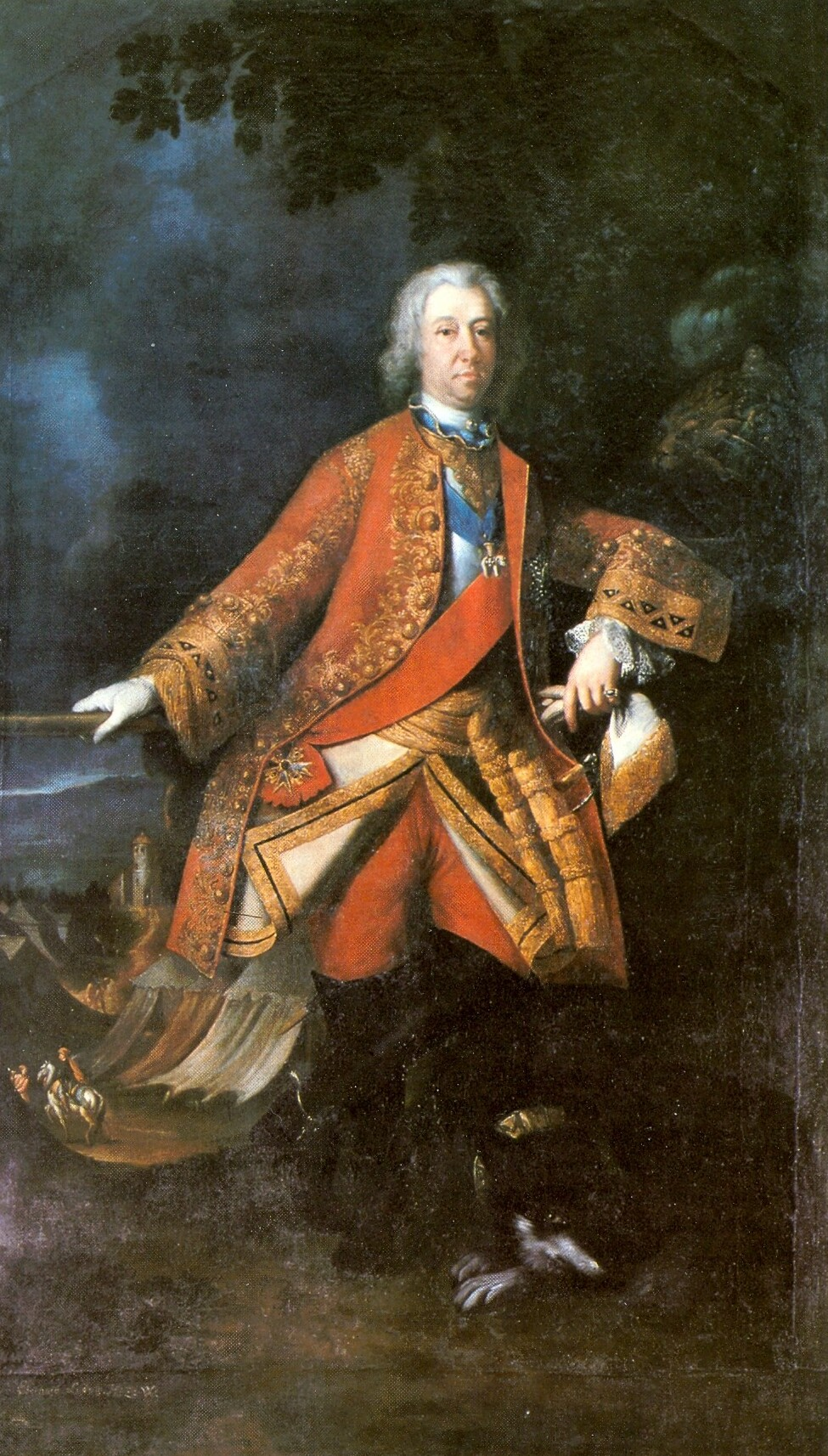
Herzog Eberhard Ludwig (1693–1733)

Der intrigante Plan von Friedrich Wilhelm fand eine Unterstützerschaft am württembergischen Hof; durch den Hofmarschall Johann Friedrich von Staffhorst, die Mätresse Madame de Ruth und den Geheimrat Georg Wilhelm von Reischach. Der mit dem Herzog befreundete Fürst Friedrich Wilhelm von Hohenzollern-Hechingen war ebenfalls eingeweiht. Die näheren Motive der einzelnen Personen sind nicht geklärt. Sicher ist nur, dass Wilhelmine zunächst an den Pocken erkrankte. Ihre Reise nach Stuttgart verzögerte sich um ein Jahr. 1706 nahm Hofmarschall Staffhorst sie in sein Stuttgarter Haus auf. Dort erhielt sie die für den Hofaufenthalt erforderliche Garderobe und wurde auf das standesgemäße Auftreten in der Hofgesellschaft vorbereitet. Am Anfang galt das Interesse des Herzoges jedoch noch einer anderen Mätresse, der Madame von Geyling.
Langfristig konnte sich Wilhelmine gegen die konkurrierende Mätresse durchsetzen. Es entstand eine Liebesbeziehung zwischen dem Herzog und Wilhelmine. Begünstigt wurde ihr Aufstieg durch das distanzierte Verhältnis Eberhard Ludwigs zu seiner Ehefrau Johanna Elisabeth von Baden-Durlach. Der Herzog sprach sich, das geht aus schriftlichen Quellen hervor, eindeutig gegen seine arrangierte Vernunftehe aus. Mit Johanna Elisabeth war er nicht aufgrund von Gefühlen, persönlichen Gemeinsamkeiten und sexuellem Begehren verheiratet worden, sondern um eine politische Allianz mit der benachbarten Markgrafschaft Baden-Durlach einzugehen. Eberhard Ludwig sah seine freiwillig gewollte Verbindung mit Wilhelmine als legitim an, da diese für ihn allein „Gottes Sache“ sei. Dennoch war es keine ebenbürtige Liebe im modernen Sinne. Eberhard Ludwig und Wilhelmine führten ihre Beziehung in der Öffentlichkeit des Hofes. Einen intimen Rückzug gab es für sie nicht. Außerdem blieb Eberhard Ludwig stets in der Rolle des Reichsfürsten und zwang Wilhelmine beispielsweise dazu, eine andere kurzzeitige Liebschaft seinerseits zu respektieren. Eine gleichberechtigte Stellung zwischen ihnen existierte nicht.

### Staatsaffäre und Exil (1707–1711)

#### Heimliche Heirat (1707)
Ohne eine von der höfischen Öffentlichkeit bezeugte Vermählung mit Eberhard Ludwig blieb Wilhelmines rechtlicher und sozialer Status höchst ungesichert. Sie hatte jederzeit das Risiko, vom Herzog in einer kritischen Situation verleugnet zu werden. Ihr Rang und ihre wirtschaftliche Absicherung waren somit in Gefahr. Im Jahr 1707 gelang es ihr, Eberhard Ludwig zumindest von einer geheimen Heirat auf dem Rittergut Neuhaus bei Bierlingen (Gemeinde Starzach) zu überzeugen. Der Herzog beging damit Bigamie, denn bereits im Jahr 1697 war er ja mit Johanna Elisabeth von Baden-Durlach die Ehe eingegangen. Die morganatische Zweitehe traf sowohl innen- wie außenpolitisch noch auf den Widerstand der württembergischen Landstände, der Bevölkerung, des Kaisers, der Ehefrau und einiger Reichsfürsten. Die religiös-moralisch begründeten Bedenken des Pfarrers Johann Jakob Pfähler, der der heimlichen Heirat seinen kirchlichen Segen und damit Rechtmäßigkeit verleihen sollte, konnte Eberhard Ludwig mit der Aussicht auf eine bessere Pfarrstelle zerstreuen. Der genaue Ablauf des Heiratszeremoniells und das Datum sind bis heute unbekannt.

#### Bekanntgabe der Heirat und Aufstieg zur Reichsgräfin (1707)
Da die Heirat der Öffentlichkeit vorerst nicht bekannt gegeben wurde, hatte sich Wilhelmines unsichere Situation nicht verbessert. Obwohl Gerüchte einer Heirat kursierten, wurde sie von der Hofgesellschaft weiterhin nur als eine kurzfristige Geliebte des Herzogs angesehen, die bald von einer anderen Favoritin verdrängt werden konnte. Um doch noch als seine rechtmäßige Ehefrau anerkannt zu werden, drohte sie Eberhard Ludwig vermutlich damit, ihn zu verlassen, sollte er nicht ihrer Forderung nachkommen. Mit der sogenannten Uracher Proklamation gab der Herzog schließlich die Heirat mit Wilhelmine bekannt. In dem Dokument ließ er die Heirat fälschlicherweise um ein Jahr zurückdatieren. Die schon länger bestehende Ehe sollte Zweifel an der Rechtsgültigkeit unterbinden. In Urach stellte er Wilhelmine von Grävenitz erstmals unter Anwesenheit des Hofes und der Minister als seine Ehefrau vor. Darüber hinaus verfügte er am 19. November 1707 in Pfullingen vertraglich, dass sie den vererbbaren Titel einer Gräfin von Urach annehme, auf Lebenszeit 10.000 Gulden jährlich erhalte, ein Wohnrecht in der Uracher Residenz genieße und er bestätigte alle von ihm geschenkten Juwelen und Mobilien. Für die Rangaufwertung hatte Eberhard Ludwig seit Monaten in Wien Verhandlungen führen lassen, denn nur der Kaiser konnte Wilhelmine unanfechtbar in den Reichsgrafenstand erheben. Dass der Herzog ihr den Titel als Gräfin von Urach noch vor der urkundlichen Bestätigung des Kaisers zugestand, war formal ein Rechtsbruch, der aber nicht geahndet wurde. Im Dezember 1707 händigte der Wiener Hof ein Diplom aus, das den begehrten Titel sowohl Wilhelmine als auch ihrem Bruder zugestand. Damit erlangten Christina Wilhelmina von Grävenitz und ihr Bruder Einfluss auf die württembergische Politik und gerieten in Konflikte mit der württembergischen Landschaft als Vertretung der vermögendsten und einflussreichsten Familien des Landes. Die Landschaft hatte durch die Bestimmungen des Tübinger Vertrages von 1514 Mitspracherechte in der Landespolitik.

#### Ausweitung zur Staatsaffäre (1707)
Die Nachricht von der Doppelehe Eberhard Ludwigs hatte bereits am 15. November 1707 Durlach erreicht. Dort regierte mit Markgraf Friedrich Magnus von Baden-Durlach der Vater der vom württembergischen Herzog betrogenen Johanna Elisabeth. Der Markgraf befahl unverzüglich, Boten an befreundete und verwandte Fürstenhöfe zu entsenden, um die Nachricht zu verbreiten. Besonderes Interesse zeigte die badische Regierung daran, wie sich der Kaiserhof in Wien positionieren würde. Am Wiener Hof wirkten enge Verwandte der badischen Dynastie, welche die Stimmungslage zu Gunsten Johanna Elisabeths neigen konnten. Bevor der Markgraf handelte, wollte er sich der Rückendeckung Kaiser Josephs I. versichern. Tatsächlich bildete sich in Wien eine Kommission, die Eberhard Ludwig dazu bewegen sollte, sich von der Gräfin von Grävenitz scheiden zu lassen. Zwar lehnte Kurfürst Georg Ludwig I. von Hannover den Auftrag der Kommission ab, doch Herzog Anton Ulrich von Braunschweig und Landgraf Karl von Hessen-Kassel befürworteten eine Verbannung Wilhelmines aus Württemberg. Alle Beteiligten verzichteten jedoch auf eine Eskalation der Staatsaffäre, indem sie auf Verhandlungen setzten. Von einer Klage beim Reichshofrat blieb Eberhard Ludwig somit verschont.
Nicht nur außenpolitisch geriet das Herzogtum Württemberg durch die Grävenitz-Affäre in Bedrängnis. Insbesondere die Vertreter der evangelischen Landeskirche verwiesen auf die Tatsache, dass Polygamie in Württemberg gesetzlich streng verboten war und Ehebruch normalerweise mit schweren Körperstrafen geahndet wurde. Die Kritik zielte darauf ab, dass der Herzog sich nicht über das Gesetz stellen könne. Damit stellten sie indirekt die von Eberhard Ludwig beanspruchte Staatstheorie des Absolutismus in Frage, nach der er als Herrscher nur Gott und seinem Gewissen Rechenschaft schulde. Einstimmig forderten auch die Landstände, die Zweitehe aufzuheben. Es steht jedoch außer Frage, dass die Landstände die Grävenitz-Affäre auch als politisches Druckmittel nutzten, um ihre Forderungen durchzusetzen.

#### Annullierung der Ehe (1708)
Eberhard Ludwig reagierte auf den Ungehorsam seiner Landesinstitutionen, indem er mit verdeckten Karten spielte: Mal sagte er zu, die Entscheidung über seine Zweitehe einem formalen Gerichtsverfahren zu überlassen, mal bestand er auf seinem fürstlichen Sonderrecht. Mit dieser „verwirrenden“ Strategie gelang es dem Herzog zunächst, seine Gegner im Unklaren über sein weiteres Vorgehen zu lassen. Der Herzog entschied sich letztlich dafür, auf den außen- und innenpolitischen Druck mit scheinbaren Zugeständnissen zu reagieren. Notgedrungen stimmte er der Annullierung seiner Zweitehe zu. Die Scheidung wurde am 18. Juni 1708 durch ein württembergisches Ehegericht vollzogen, das sich aus drei geistlichen und drei weltlichen Räten zusammensetzte. Das Gericht war normalerweise für alle Untertanen, Beamten und Angehörigen der Universität Tübingen zuständig. Dass der Herzog sich eingeschränkt eigenem Recht – speziell der Dritten württembergischen Eheordnung von 1687 – beugen musste, war eine große Demütigung für Eberhard Ludwigs Selbstverständnis. Doch mit seinem Entgegenkommen signalisierte er dem Kaiser zugleich seine Verhandlungsbereitschaft. Eberhard Ludwig zeigte sich zu weiteren Zugeständnisse bereit, wenn Joseph I. den Bestand von Wilhelmines Reichsgrafenwürde garantiere und eine beträchtliche Abfindungssumme durch die Landstände befürworte. Am 16. November 1708 befahl Kaiser Joseph I. in einem Reskript, dass Wilhelmine ihren gräflichen Titel und Rang verlieren würde, sollte sie nicht Württemberg und die angrenzenden Territorien verlassen. Er drohte ihr mit einem Prozess wegen Bigamie, forderte zugleich aber auch die württembergischen Landstände dazu auf, dem Herzog Unterordnung und Respekt zu zollen. Am 28. Dezember 1708 verließ Wilhelmine von Grävenitz Württemberg in Richtung Schweizer Exil – freilich ausgestattet mit einer herzoglichen Abfindung von 50.000 Gulden. Mit diesem Schachzug eroberte der Herzog trotz der Demütigung seines Ranges einen politischen Handlungsspielraum zurück, der es ihm langfristig noch ermöglichen sollte, Wilhelmine wieder an seinen Hof zu holen.

#### Stuttgarter Konferenz (1710)
Der Tod von Markgraf Friedrich VII. von Baden-Durlach, dem Vater von Johanna Elisabeth, am 25. Juni 1709 trug zu einer wesentlichen Entschärfung der Wilhelmine-Affäre bei. Nun bestieg Karl Wilhelm, der spätere Gründer von Karlsruhe, den Thron in Durlach. Angesichts des andauernden Spanischen Erbfolgekrieges, der sowohl Baden-Durlach als auch Württemberg zu verwüsten drohte, war Karl Wilhelm zu einem Kompromiss bereit. Am 26. März 1710 traf er sich in Stuttgart mit Eberhard Ludwig. Zu den Teilnehmern der Konferenz zählte auch Gustav von Mardefeld, ein Vertreter der kaiserlichen Kommission. Beide Lager einigten sich auf einen Entwurf, der garantierte, dass Herzogin Johanna Elisabeth die Mätresse im Falle ihrer Rückkehr anerkennen und Eberhard Ludwig im Gegenzug seiner Ehefrau Versöhnung zusichern musste. Mit dem Beschluss der Konferenz wurde es Johanna Elisabeth unmöglich gemacht, weiter politisch gegen Wilhelmine von Grävenitz vorzugehen. Im Frühjahr 1710 stimmte Johanna Elisabeth nach anfänglichem Widerstand einer Versöhnung mit Eberhard Ludwig zu. Damit war der Herzog formal allen Forderungen der kaiserlichen Kommission nachgekommen. Wahrscheinlich bereitete der Berater Johann Heinrich von Schütz bereits den Scheinehe-Schachzug vor, der Wilhelmine ihre Rückkehr nach Württemberg ermöglichen sollte. Schütz war während der Grävenitz-Affäre am Wiener Hof anwesend und in die Verhandlungen eingebunden.

#### Scheinehe und Rückkehr (1711)

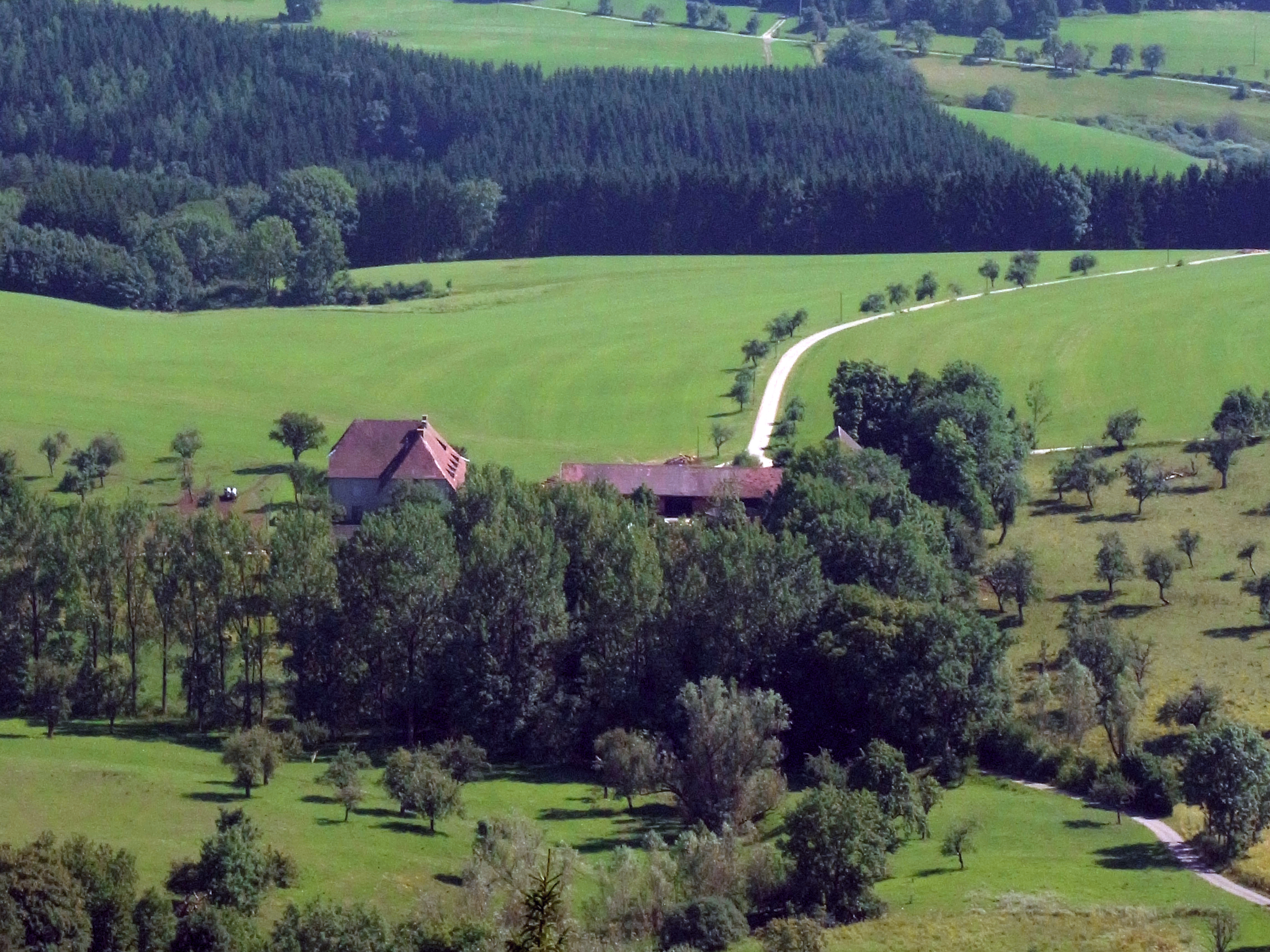
Das Gut Oberhausen, Ort der Trauung mit dem Grafen von Würben und Freudental

Die Grävenitz-Affäre konnte mit dem Konstrukt einer Scheinehe überwunden werden. Durch die vorgetäuschte Eheverbindung Wilhelmines mit dem Grafen Johann Franz Ferdinand von Würben und Freudental, einem kaiserlichen Kammerherrn, sollte der Anschein erweckt werden, ihre Rückkehr im Februar 1711 habe nichts mit der früheren Beziehung zum württembergischen Herzog zu tun. Da Eberhard Ludwig den Grafen Johann Franz Ferdinand von Würben und Freudental kurz darauf zum „Landhofmeister“ ernannte, gewann sie mit der Stellung einer „Landhofmeisterin“ eine sichere und hohe Position am Hof. Zeitweilig stand sie an der Spitze der weiblichen Rangfolge, da Johanna Elisabeth den höfischen Geselligkeiten in Ludwigsburg fernblieb. Erst mit der Ankunft von Henriette Marie von Brandenburg-Schwedt, der Ehefrau von Eberhard Ludwigs Sohn, wurde ihre höfische Stellung übertroffen. Viel Rücksicht auf ihren Ehemann musste Wilhelmine nicht nehmen, denn angeblich soll sich der Graf verpflichtet haben, die Ehe nicht zu vollziehen und dem Hof fernzubleiben. Somit konnte er allerdings auch nicht sein Amt ausüben, das ihn formal eigentlich zum Leiter der Landesverwaltung prädestinierte. Nach seinem Tod wurde die Würde des Landhofmeisters kein weiteres Mal vergeben. Dennoch hatte der von Wiener Spielschulden geplagte Johann Franz Ferdinand von Würben und Freudental von der Heirat profitiert, die ihm finanzielle Vorteile brachte.

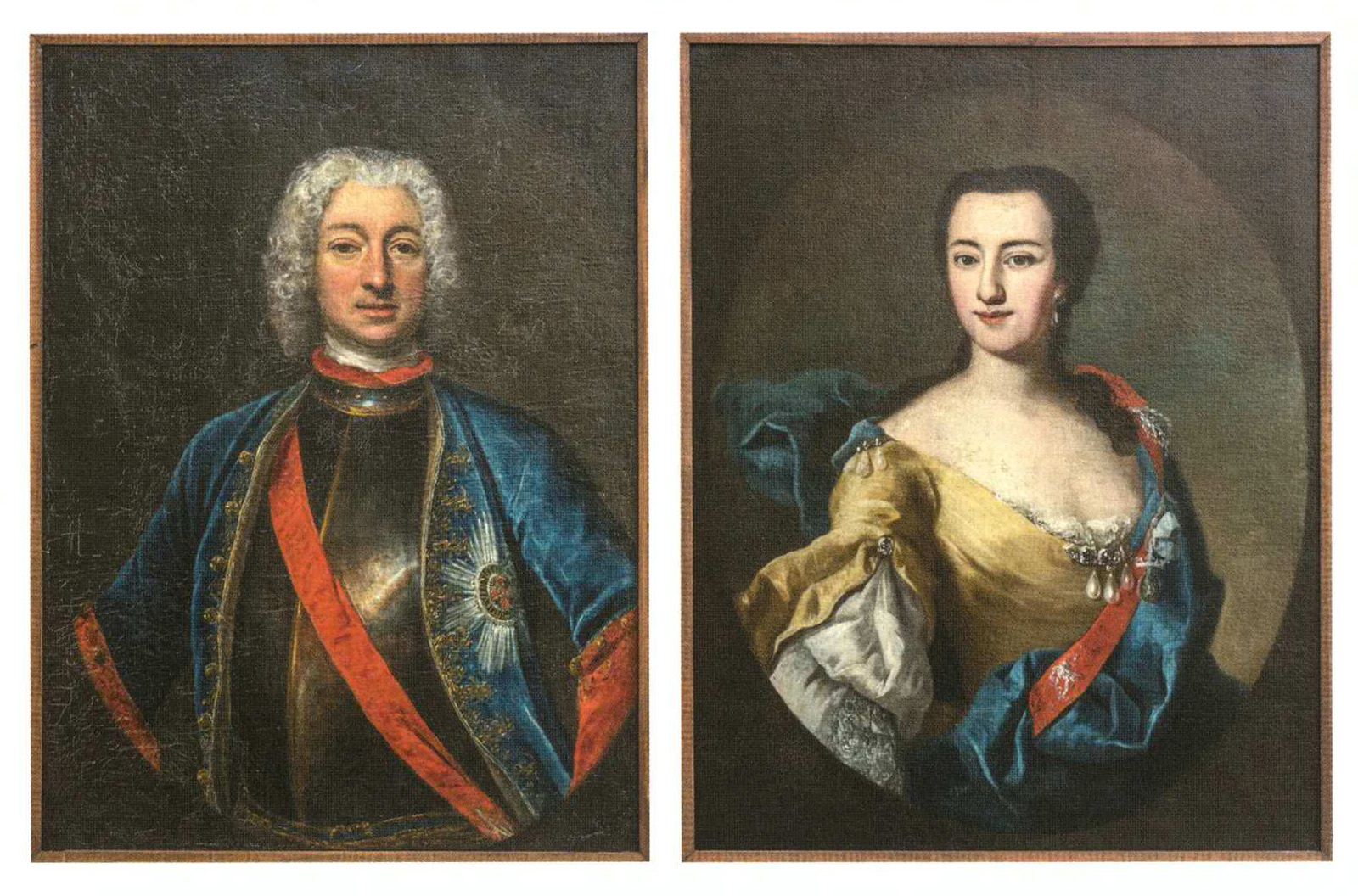
Porträt von Franz Ferdinand von Würben und mutmaßlich Christina Wilhelmina, geborene von Grävenitz

Die Trauung fand in einer abgelegenen Kapelle im Gut Oberhausen bei Hausen am Tann statt. Die ausgestellten Urkunden des Tieringer Pfarrers wurden vernichtet. Selbst ohne leibliche Kinder, adoptierte Wilhelmine später ihre Nichte Wilhelmine Charlotte (1720–1771), die Tochter ihres Bruders Karl Ludwig und der Maria Anna Claudine, geborene Schaffalitzky von Muckadell.

### Höhepunkt der „Laufbahn“ (1711–1731)

#### Wilhelmine als politische Beraterin
Im späten 17. und im 18. Jahrhundert ging von den württembergischen Herzögen in eingeschränkter Form ein absolutistischer Regierungsstil aus. In dieser Hinsicht waren nahezu alle wichtigen politischen, wirtschaftlichen und militärischen Entscheidungen an die persönliche Zustimmung des Herzogs gebunden. Für Wilhelmine von Grävenitz bedeutete dies, dass sie erstens mit ihrem ungehinderten Zugang zu Eberhard Ludwig und zweitens als herzogliche Vertraute die Meinung des Herzogs beeinflussen konnte. Die Nähe zum Herzog machte sie zur Ansprechpartnerin für politische Bittsteller, die nicht zum exklusiven Umfeld Eberhard Ludwigs gehörten. Sie übte zwar beträchtlichen Einfluss aus, war aber nicht selbst in der Lage, Ämter zu verkaufen oder Privilegien zu verteilen. Diese Vorrechte gebührten einzig und allein dem Herzog, nicht seiner Mätresse. Zu den politischen Konkurrenten Wilhelmines entwickelten sich insbesondere Friedrich Wilhelm von Grävenitz und Johann Heinrich von Schütz. In ihrer Doppelfunktion als Minister und Vertraute des Herzogs konnten sie Entscheidungen Wilhelmines durchaus wieder rückgängig machen.
Für Eberhard Ludwig stand die Teilnahme seiner Mätresse an politischen Beratungen außer Zweifel. Von Anfang an war sie Mitglied im 1717 gegründeten Konferenzministerium, der obersten Regierungsinstitution Württembergs. Zu ihrer Verteidigung äußerte der Herzog, dass auch der französische König Ludwig XIV. Kabinettssitzungen in Anwesenheit seiner Mätresse Madame de Maintenon abhalte. Bereits sein Herrscherwille legitimiere diese Praxis. Als Wilhelmine einer Sitzung des Gremiums fernblieb, ermahnte sie der Herzog in einem erhalten gebliebenen Brief, sie solle sich „in Teufels Namen herbeischeren, es sei doch alles sonst nicht recht“. Es kann als sicher gelten, dass Eberhard Ludwig zeitweise keine Entscheidungen traf, ohne vorher die Gräfin gehört zu haben. Wie weit sie dabei jedoch tatsächlich seine Entscheidungen beeinflussen konnte, ist in der Forschung umstritten. Laut ihrem Sekretär Krippendorf habe sie sich besonders für die Verwaltung und die Außenpolitik interessiert. Sie sei die treibende Kraft hinter diversen Finanz- und Verwaltungsreformen gewesen. Allerdings muss beachtet werden, dass Krippendorf in seinen Schriften immer die Absicht verfolgte, Wilhelmine als Herrin zu stilisieren, um damit seine eigene Position aufzuwerten. Aber auch österreichische und französische Gesandte erwähnen mehrfach die „pouvoir“ bzw. die Macht der Landhofmeisterin am Hof. Graf von Seckendorff, ein kaiserlicher Gesandter, hielt fest, die Gräfin habe ihm in einem kompetenten Gespräch die Gründe dargelegt, die es Württemberg im Spanischen Erbfolgekrieg verböten, sich offen gegen Frankreich zu stellen. Zugleich forderte die Gräfin vom französischen König im Jahr 1711 eine Million Livres, um über mögliche Vermittlungsdienste nachzudenken. Wahrscheinlich war sie Teil einer diplomatischen Doppelbödigkeit. Die unerfüllbare Höhe ihrer Geldforderung sollte vermutlich die Unaufrichtigkeit Frankreichs bezüglich eines Bündnisses unter Beweis stellen. Darüber hinaus konnte die württembergische Regierung durch die Verhandlungen mit Frankreich in einer Phase des machtpolitischen Vakuums beim Tod Kaiser Josephs I. wertvolle Zeit gewinnen. Dieses Beispiel legt die Vermutung nahe, so die Historikerin Sybille Oßwald-Bargende, dass Wilhelmine bestens mit den politischen Abläufen vertraut war und sich mindestens einige Stunden am Tag in Staatsakten einarbeitete.

#### Wilhelmine als Sündenbock
Die verschwenderische Lebensweise Eberhard Ludwigs traf im streng lutherischen Württemberg auf massive Kritik. Missernten, Kriege und Seuchen wurden als Gottesstrafe für die Sündhaftigkeit des Herzogs angesehen. Aus Angst vor Repressalien wurde jedoch nicht der Herzog selbst zur Zielscheibe von Kritik und Spott, sondern dessen Mätresse. In dieser Hinsicht diente sie als eine Art „Blitzableiter“ des Herzogs, der darauf angewiesen war, durch die Vergabe von Landgütern und die Aufrechterhaltung eines prachtvollen Hofes adelige Günstlinge an sich zu binden. Mit solchen politischen Maßnahmen wuchs die kulturelle Kluft zwischen Herzogshof und dem Großteil der Bevölkerung. Wilhelmine von Grävenitz bot sich in dieser Situation besonders als Sündenbock an, da sie aus Sicht der Zeitgenossen als Mätresse die moralische Verkommenheit des Hofes symbolisierte. Mit der vorehelichen Beziehung zu Eberhard Ludwig hatte sie zuerst gegen das kirchliche Gebot der Jungfräulichkeit verstoßen, dann mit der Scheinehe das Prinzip der Bindung an einen einzigen (Ehe-)Mann verletzt und schließlich die Ressourcen des Staates für eigene Zwecke missbraucht. Allerdings muss darauf hingewiesen werden, dass eine Trennung von Staats- und Fürstenkasse in dieser Zeit noch unüblich war. Deshalb flossen in Form von fürstlichen Zuwendungen tatsächlich auch Staatsgelder in die Kasse der Mätresse.
Ein Fall von Denunziation lässt sich im Jahr 1717 belegen: Eine Kammerbedienstete der Gräfin von Würben behauptete, von einer Köchin gehört zu haben, dass Wilhelmine von Grävenitz den Herzog durch verbotene Mittel von sich abhängig mache. Kinder habe sie abgetrieben und „Hurerey“ betrieben. Das von der Bediensteten aufgegriffene Gerücht hat wahrscheinlich einen wahren Kern: Nach Angaben von Wilhelmines Sekretär habe sie Schönheitsmittel herstellen lassen. Viele der literarischen Schönheitsratgeber empfahlen Rezepte mit ungewöhnlichen Zutaten wie Regenwürmer oder Blut. Sogar Beschwörungsformeln wurden empfohlen, was häufig den Verdacht von Zauberei erregte. Dass Wilhelmine dem Schönheitskult folgte, entsprach dem barocken Zeitgeist und war nichts Ungewöhnliches. In der Gerüchteküche des Hofes, in der man die Grävenitz um ihre hohe Stellung beneidete, konnte es jedoch schnell zu derartigen Vorwürfen kommen. Die Kammerbedienstete leitete ihre Information an Johanna Elisabeth weiter, die wiederum den Hofprediger Samuel Urlsperger dazu veranlasste, die Köchin zu verhören. Als der Herzog von dem Geschehnis hörte, ließ er die Bedienstete und die Köchin gefangen nehmen und den Hofprediger von einer Untersuchungskommission verklagen.
Der ehemalige Oberhofmarschall Georg Friedrich Forstner von Dambenoy machte die Gräfin von Würben für seinen Sturz am Hof verantwortlich. Da er ab 1708 als Oberhofmarschall neben der Hofhaltung auch den Ludwigsburger Schlossbau leitete, machte ihn Eberhard Ludwig für die „Misswirtschaft“ in Ludwigsburg verantwortlich. Der Bau des Residenzschlosses schritt aus Sicht des Herzogs zu langsam voran. Vorsichtshalber zog sich Forstner Ende April 1716 auf seine Landgüter in der Grafschaft Württemberg-Mömpelgard zurück, von wo aus er nicht mehr ins Herzogtum Württemberg zurückkehrte. Er veröffentlichte eine in ganz Württemberg zirkulierende Verteidigungsschrift, in der er polemisierend die Gräfin als „ehrlose Prostituierte“ beschimpfte. Er drohte sogar damit, ihr Porträt auf dem Marktplatz seiner Herrschaft in Dambenoy verbrennen zu lassen. Der Herzog reagierte auf diese Ehrverletzung seiner Mätresse, indem er Forstners Schriften unter großer öffentlicher Anteilnahme in Stuttgart verbrannte.
Auf die Unbeliebtheit der Gräfin spielt eine Anekdote an, deren historischer Wahrheitsgehalt jedoch nicht belegt ist. Auf ihre Bitte, man möge sie namentlich ins Gebet aufnehmen, habe der Tübinger Prälat Johannes Osiander angeblich geantwortet, dass dies bereits bei jedem Gottesdienst im Vaterunser (mit den Worten: „Erlöse uns von dem Übel“) geschehe.

#### Wilhelmine als Gutsherrin
Während ihrer Zeit als Favoritin erwarb Wilhelmine von Grävenitz zahlreiche Landgüter und die damit verbundenen Herrschaftsrechte.
Sie erhielt 1708 das Gut Gomaringen, 1712 gegen dessen Rückgabe das Schloss Stetten im Remstal mit allen Rechten, den Schafhof zu Rommelshausen, die Anwartschaft auf die Grafschaft Eberstein, 1718 die Herrschaft Welzheim, ein einstmals reichsfreies Territorium, das nach dem Erlöschen der Schenken von Limpurg 1713 an das Haus Württemberg zurückgefallen war und das 1728 Wilhelmines Bruder Friedrich Wilhelm von Grävenitz die Aufnahme in das Fränkische Reichsgrafenkollegium ermöglichte; ferner 1720 Weibelhub und die Festung Oberleimbach, 1723 die Herrschaften Horburg und Reichenweier im Elsass, 1726 bis 1729 Sontheim an der Brenz und das ritterschaftliche Gut Freudental, 1727 das herzogliche Schloss Brenz samt Gut und dem Marktflecken Brenz an der Brenz, 1728/29 die Herrschaft Gochsheim, die Güter Heimsheim (1729–1733 für ihren Bruder Friedrich Wilhelm), Bochingen, Marschalkenzimmern, Albeck, Pflummern und Winzerhausen, 1729 die Grafschaft Eberstein mit allen Rechten als Frauen- und Kunkellehen. Es gelang ihr, dafür die Zustimmung des Erbprinzen und der Landschaft zu erlangen, außerdem preußische und kaiserliche Schirmbriefe.

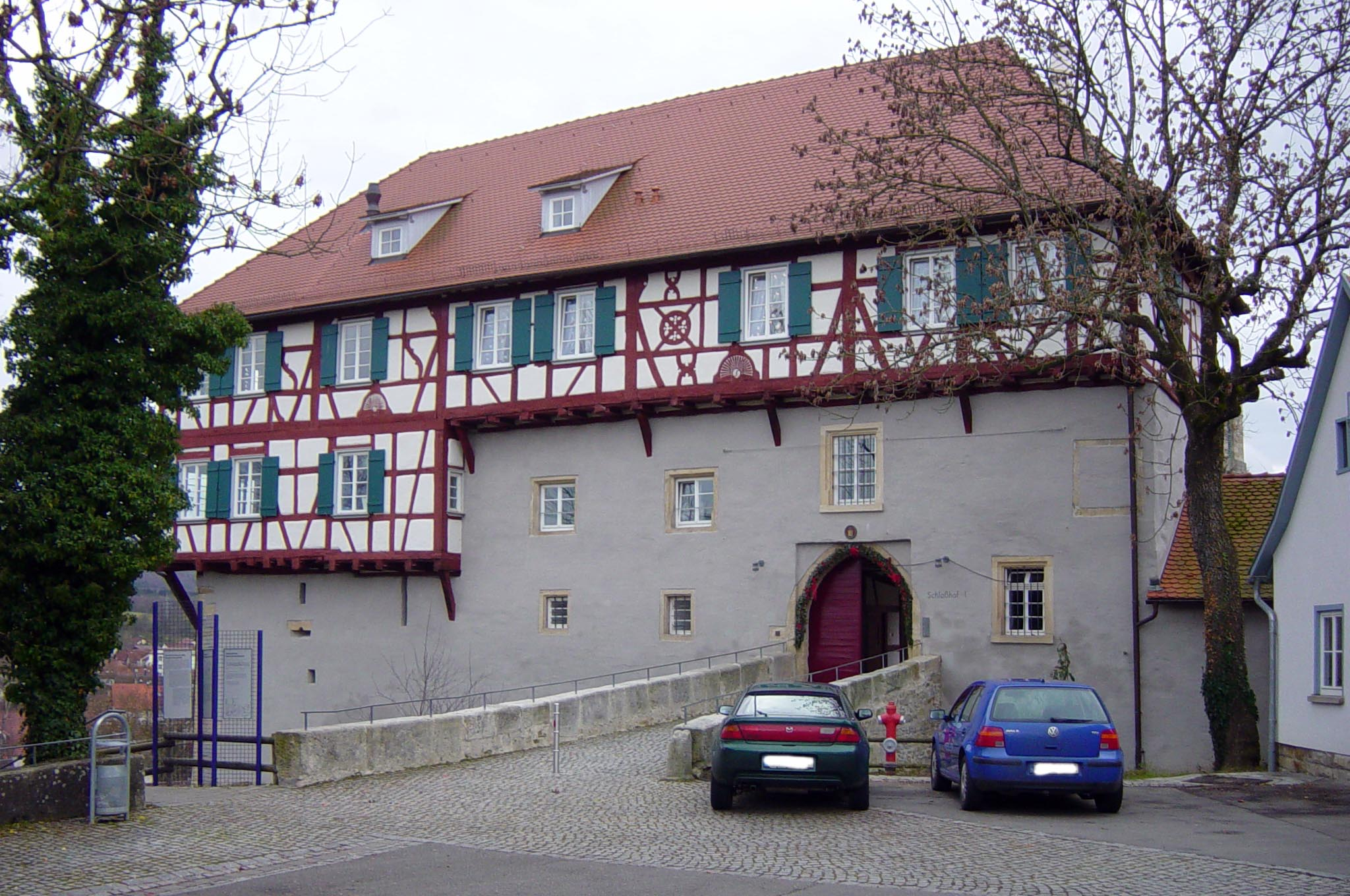
Schloss Gomaringen
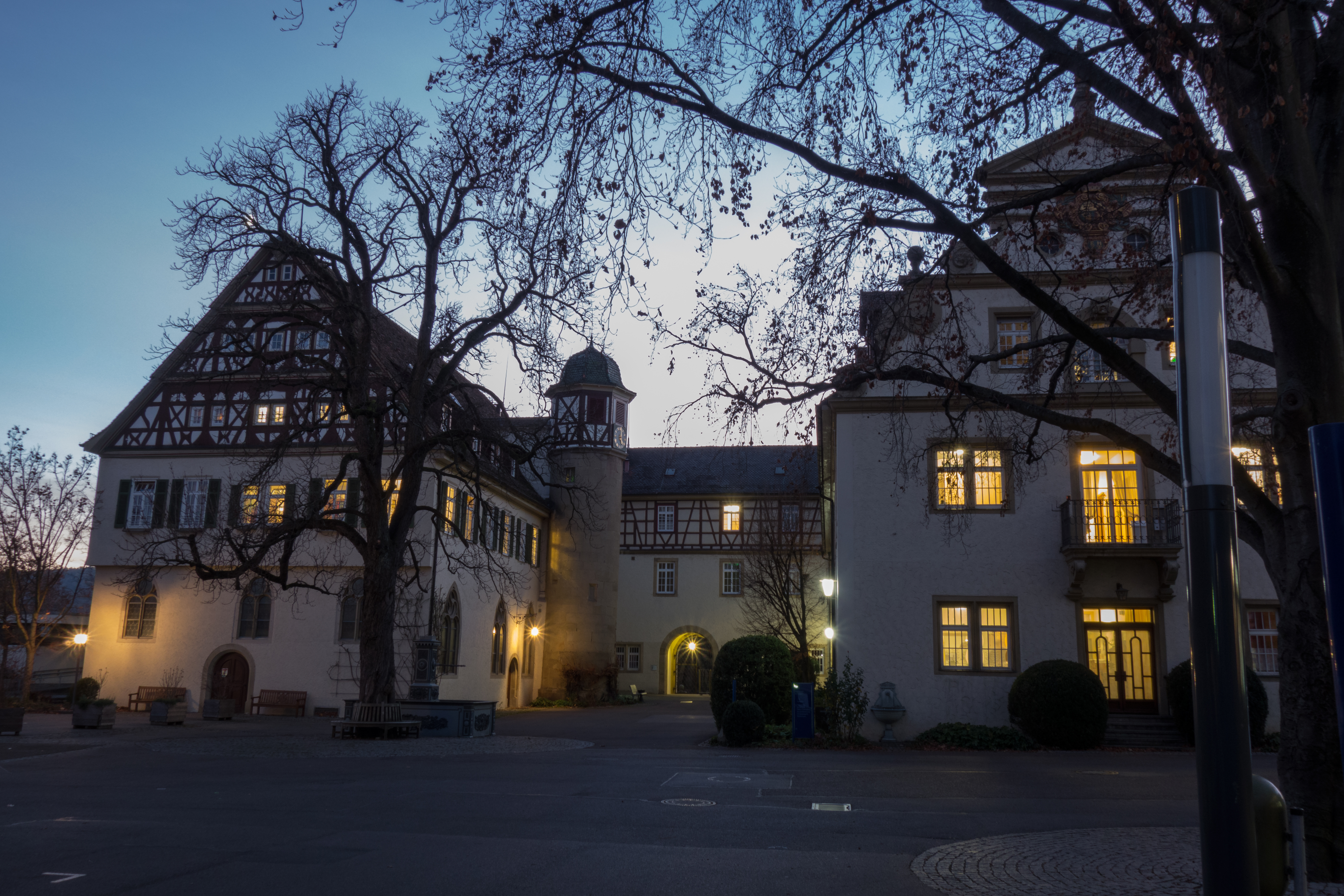
Schloss Stetten im Remstal
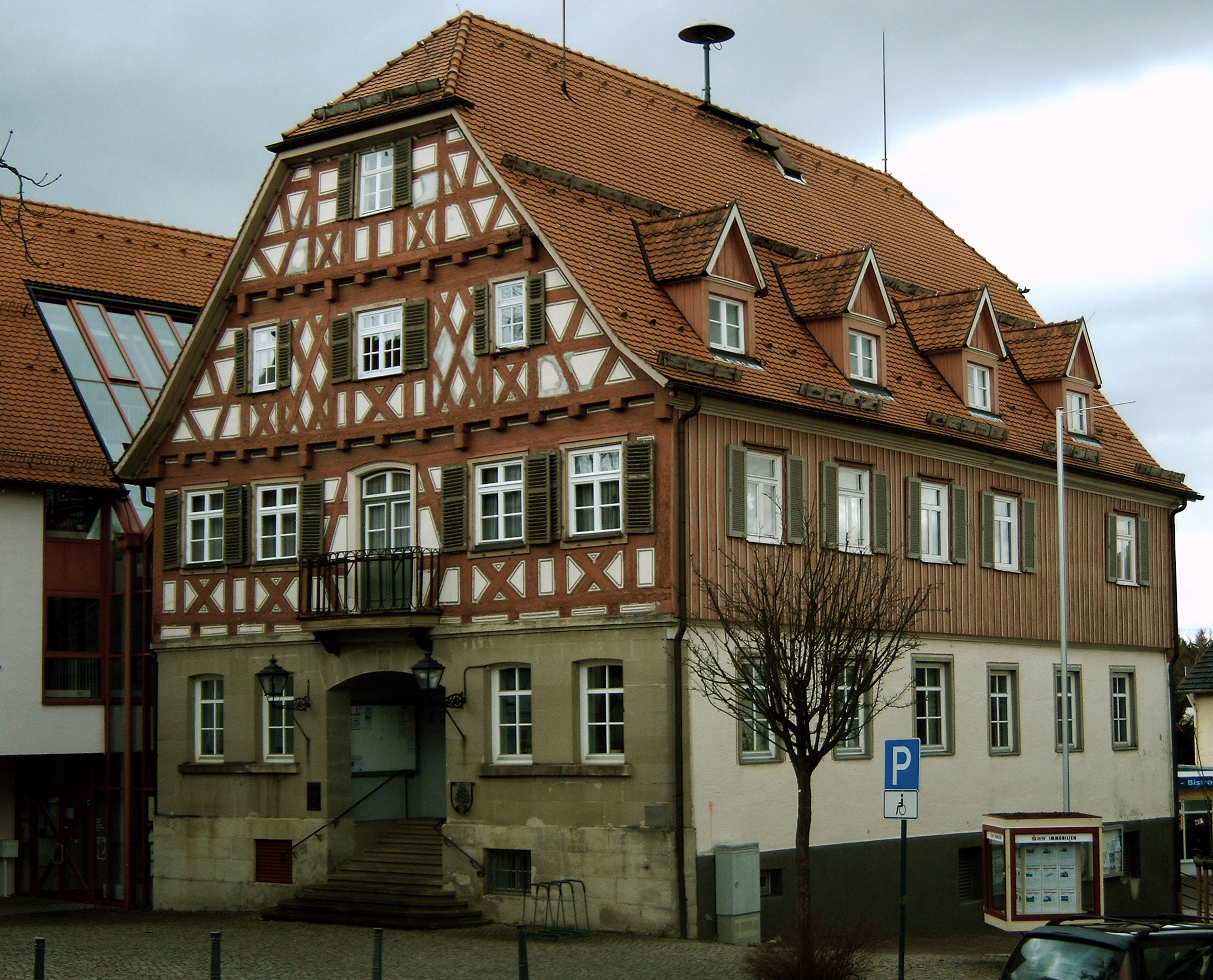
Rathaus Welzheim
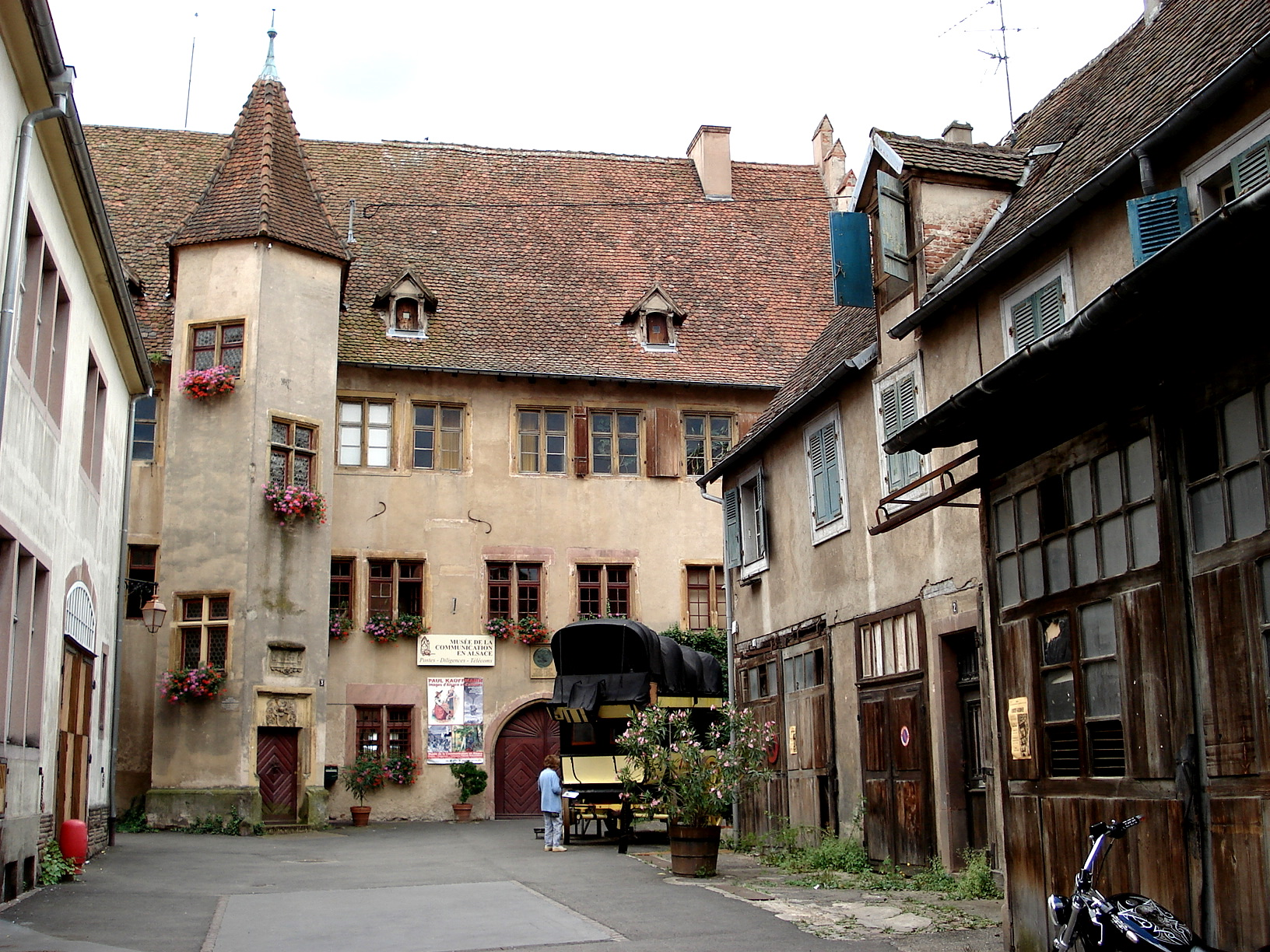
Schloss Reichenweier
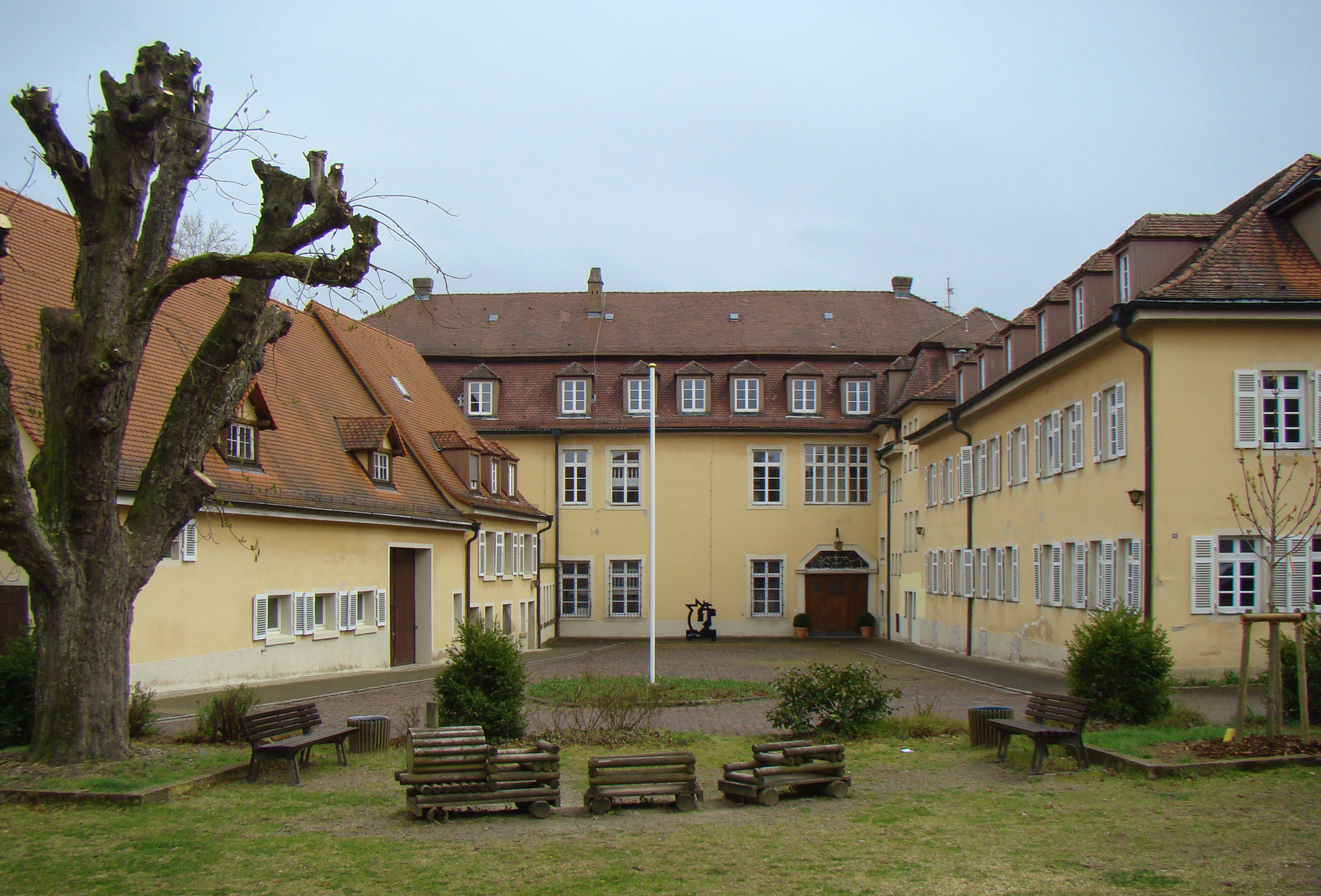
Schloss Freudental
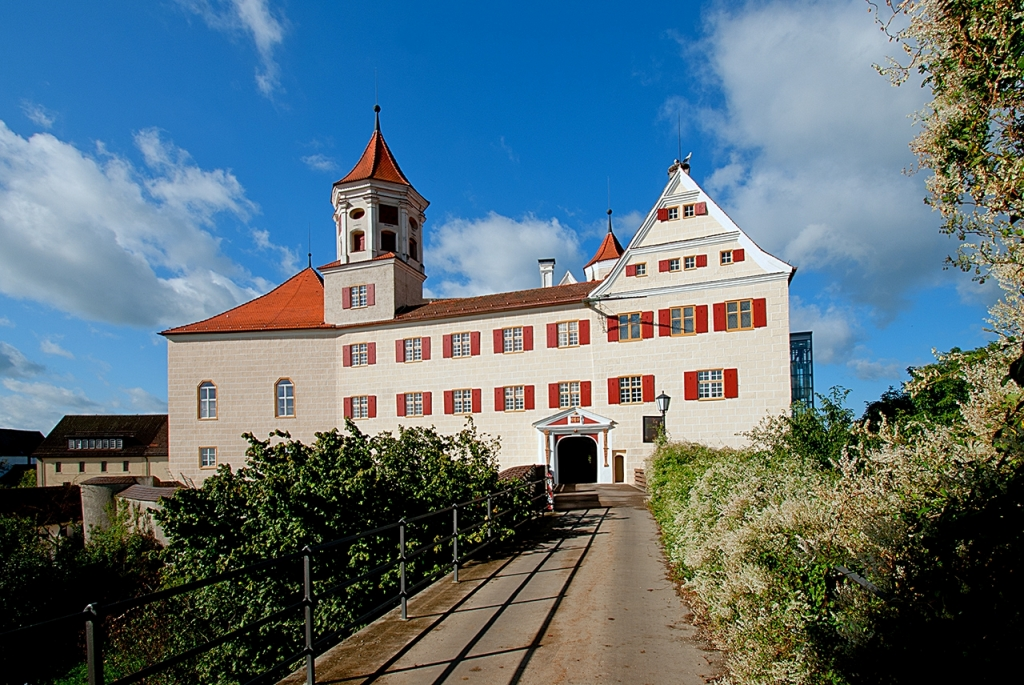
Schloss Brenz
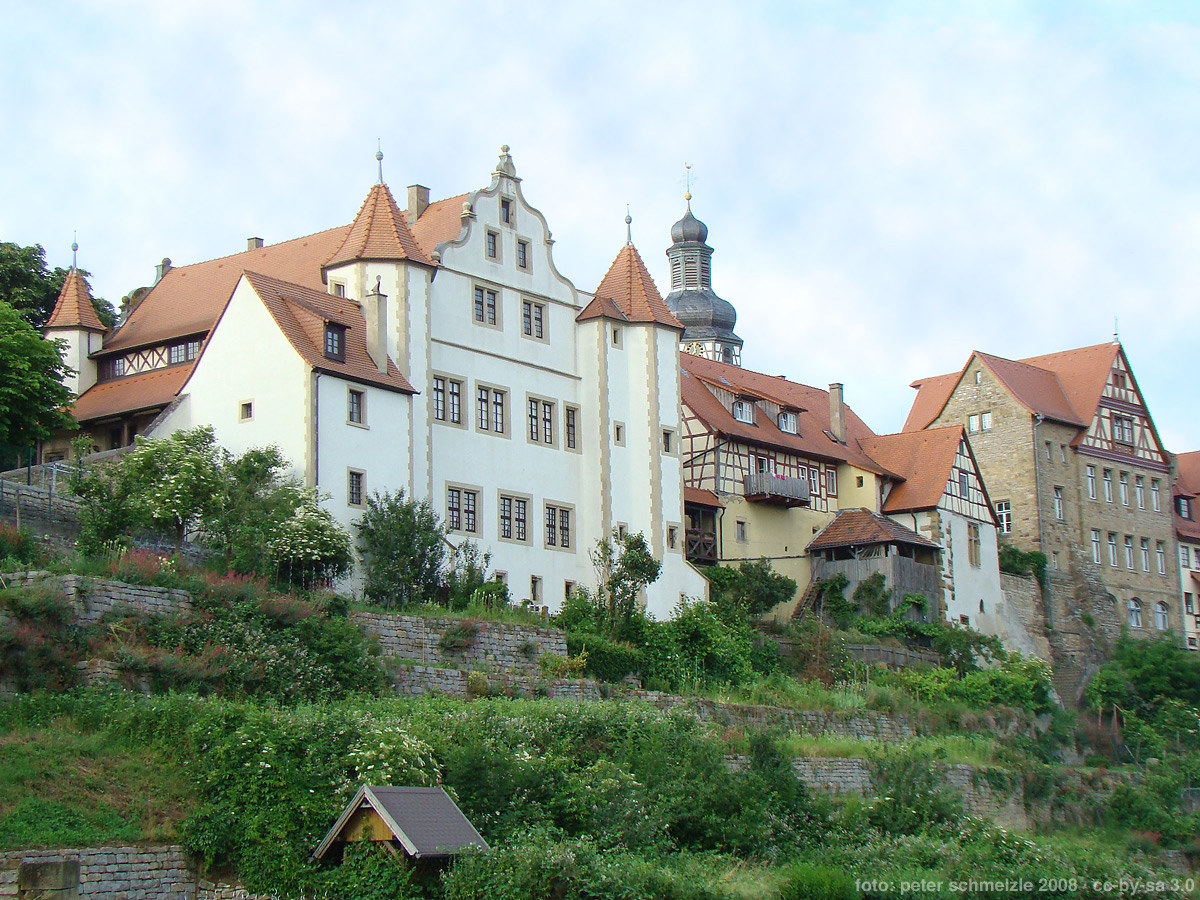
Schloss Gochsheim
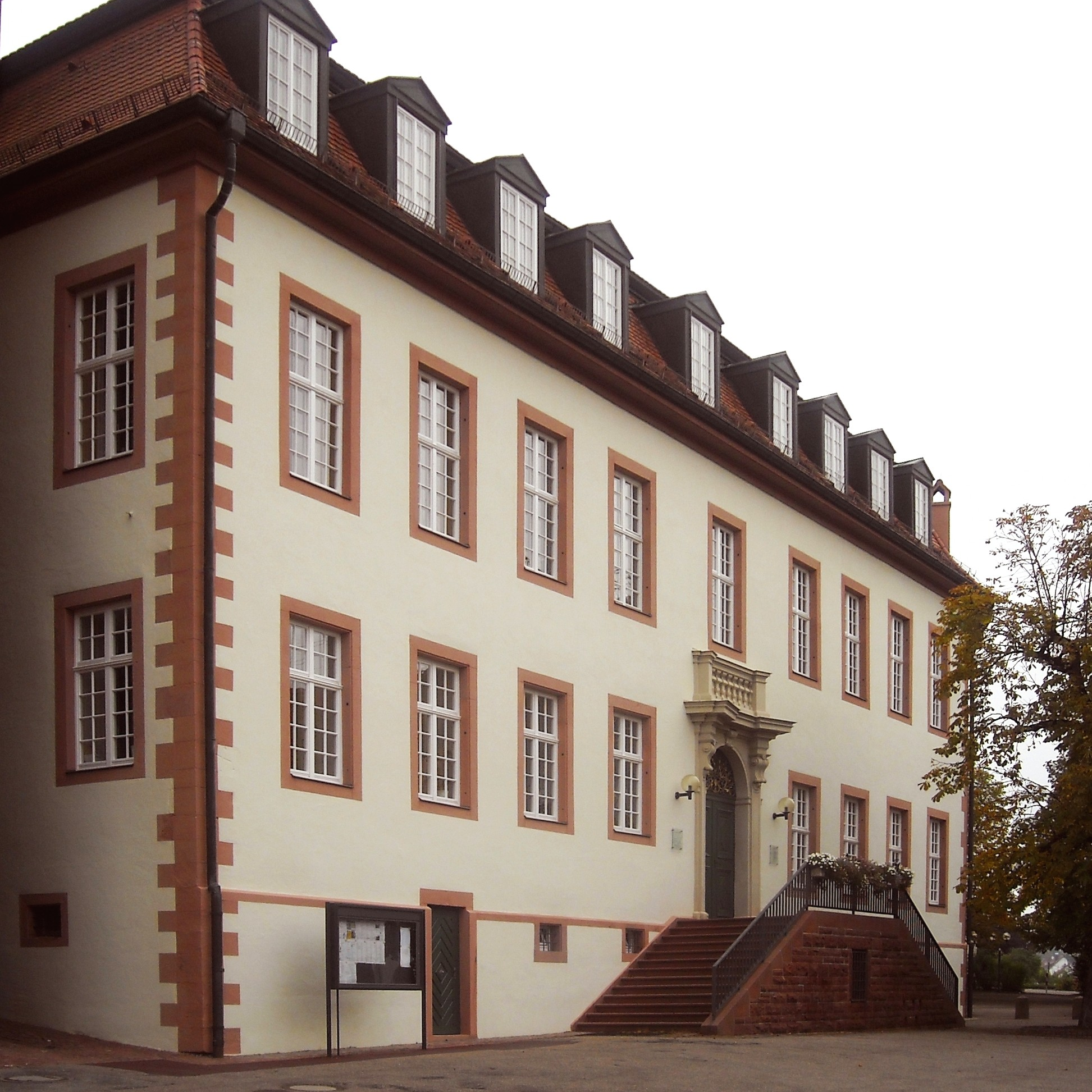
Schloss Heimsheim

Geographisch bildeten die weit zerstreuten Landgüter zwar kein zusammenhängendes Gebiet, sicherten der Reichsgräfin aber eine ihrem Rang entsprechende Versorgung. Die Ländereien verminderten sowohl wirtschaftlich als auch politisch ihre Abhängigkeit von Eberhard Ludwigs Willkür, denn der Erwerb von reichsritterschaftlichen Landgütern unterstellte sie dem Schutz des Kaisers (siehe dazu Reichsunmittelbarkeit). Aus diesem Grund konnte Eberhard Ludwig 1731 keine dauerhafte Festnahme der Reichsgräfin durchsetzen. Teilweise war Wilhelmines Landbesitz auch von einer nicht zu unterschätzenden symbolischen Bedeutung: So gehörte Stetten zum Witwenbesitz der ehemaligen Herzogin Magdalena Sibylla. Es hätte traditionell eigentlich Johanna Elisabeth bzw. Eberhard Ludwigs Ehefrau zugestanden. Mit der Vergabe an seine Mätresse unterstrich der Herzog jedoch, dass Wilhelmine seine eigentliche Ehefrau war – ein deutlicher Gunsterweis.
Bei der „Regentschaft“ ihrer Reichsritterschaft orientierte sich Wilhelmine am absolutistischen Regierungsstil Eberhard Ludwigs. Sie ordnete die Einsetzung von weltlichen und geistlichen Beamten an, ließ sich über Konflikte und Zustände ihrer Güter unterrichten, setzte Verordnungen in Kraft und legte Gerichtstage fest. Wie in Württemberg der Herzog baute sie in ihrer eigenen Herrschaft eine straff geführte Verwaltung auf. Ab 1730 war den Beamten vor Ort eine Zentralkanzlei in Ludwigsburg übergeordnet. Die beiden obersten Beamten der Institution wurden zweimal wöchentlich bei ihr zum Vortrag einbestellt. Ihre Amtsleute verpflichtete Wilhelmine dazu, ihr vierteljährlich Berichte zukommen zu lassen. Um den Ertrag zu steigern, befahl Wilhelmine ihren Beamten, regelmäßig Weinberge, Obstgärten, Ziegeleien und die Viehhaltung zu begutachten. Als ein Großfeuer fast ganz Welzheim zerstörte, ordnete sie detailliert einen Wiederaufbau an, der die herzoglich-württembergische Bauordnung als Vorlage verwendete. Um künftigen Brandkatastrophen vorzubeugen, sollten die Dächer mit Ziegeln statt mit Stroh oder Schindeln gedeckt werden. Brandschutzmauern sollten errichtet und Scheunen nicht neben, sondern hinter den Wohnhäusern gebaut werden.

### Gefangennahme und Verbannung aus Württemberg (1731–1744)

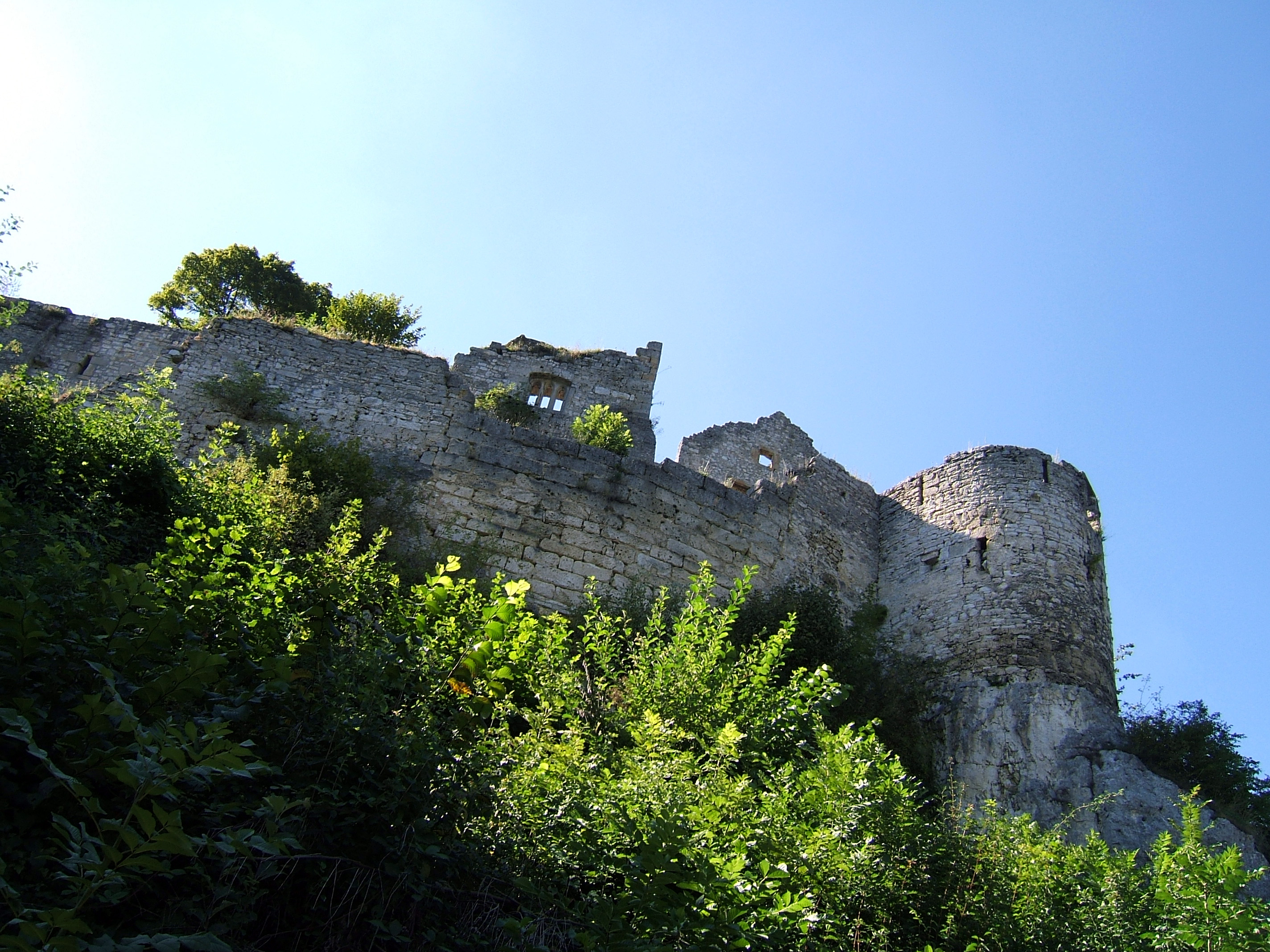
Ruine der Festung Hohenurach

Ebenso wie eine Intrige ihren Aufstieg am württembergischen Hof befördert hatte, leitete eine Intrige ihren Sturz ein. Hintergrund war der Umstand, dass Eberhard Ludwigs einziger Sohn und vorgesehener Nachfolger, Friedrich Ludwig, ab Mitte der 1720er Jahre stark kränkelte. Falls der Erbprinz Friedrich Ludwig ohne Nachkommen starb oder der Herzog keinen weiteren ehelichen Sohn zeugte, würde ihm sein katholischer Cousin Karl Alexander auf dem Thron folgen und das lutherische Württemberg regieren. Der Herzog fürchtete eine Rekatholisierung Württembergs nach seinem Tod. Schließlich gab er dem Drängen aus seinem Umfeld nach und erklärte am 24. April 1731 öffentlich, sich von Wilhelmine von Grävenitz trennen zu wollen. Am 11. Mai 1731 ließ er ihr den Befehl erteilen, den Ludwigsburger Hof zu verlassen. Der Zeitpunkt war gut gewählt, denn am selben Tag brach Eberhard Ludwig mit großem Gefolge zu einem Staatsbesuch nach Berlin auf. Für Wilhelmine von Grävenitz war er damit persönlich nicht mehr erreichbar, womit ihr jede Gelegenheit genommen war, ihn umzustimmen. Hinter der Intrige steckte eine Hofpartei um Friedrich Wilhelm von Grävenitz, Louis von Fürstenberg sowie die Herren von Röder, von Geyer und Spiznas. Wilhelmine zog sich in ihre Reichsritterschaft Freudental bzw. in das dortige Schloss zurück. Das konfessionspolitische Thronfolge-Problem bestand jedoch weiterhin: Da eine neue Eheschließung Eberhard Ludwigs nicht zu Stande kommen konnte, versöhnte er sich vertraglich am 30. Juni 1731 mit der Herzogin Johanna Elisabeth. Wilhelmine stellte nun einen Störfaktor dar, denn der Herzog musste unbelastet von alten Bindungen in seine standesgemäße Beziehung zurückgehen. Auch Wilhelmines Beziehungsgeflecht wies Brüche auf: Mit dem kränkelnden Eberhard Ludwig und dem Tod von Erbprinz Friedrich Ludwig am 23. November 1731 kündigte sich bereits ein Regierungswechsel an, womit es für die Höflinge darauf ankam, die Gunst des Nachfolgers Karl Alexander zu gewinnen. Die Grävenitz-Fraktion und damit die Unterstützung für Wilhelmine verlor an Rückhalt.

#### Gefangenschaft
In Zusammenhang mit der Verbannung seiner Mätresse vom Hof deuten Quellen auf eine extreme Gefühlslage des Herzogs hin. Eberhard Ludwig ließ Friedrich Karl von Schönborn wissen, dass er unter Angst und Schweißanfällen litt. Vermutlich steckten hinter diesen gesundheitlichen Problemen Schuldgefühle oder eine psychosomatische Störung. Der Herzog glaubte jedoch eher, dass die Gräfin seinen Körper verhext habe. Aus seiner Ängstlichkeit erwuchs schließlich Wut. So befahl er seinen Soldaten in die Reichsgrafschaft seiner ehemaligen Mätresse einzumarschieren. Am 14. Oktober 1731 ergriffen sie Wilhelmine gewaltsam auf ihrem Reichsrittergut Freudental und brachten sie nach Urach, wo sie bis zum Frühjahr 1733 teils im Schloss, teils auf der Festung Hohenurach gefangen gehalten wurde.
Bei der Verhaftung von Wilhelmine beging Eberhard Ludwig einen folgenschweren Rechtsbruch: Die Reichsgrafschaft Freudental war nicht Teil des Herzogtums Württemberg, sondern unterstand wie alle Reichsritterschaften dem Schutz des Kaisers. Da württembergische Truppen diesen Rechtsschutz missachtet hatten, sahen die Reichsritter ihre politische Souveränität grundsätzlich in Frage gestellt und der Kaiser seinen Anspruch auf oberrichterliche Funktion ignoriert. Aus diesen beiden Gründen schalteten sich nun Kaiser und Reichsritterschaft in die Angelegenheit ein. Eberhard Ludwig konnte aufgrund dieses Widerstandes weder eine dauerhafte Gefangenschaft der Gräfin noch eine ersatzlose Konfiszierung ihres Besitzes durchsetzen.
Trotz der Bewachung und Kontrolle in Urach hielt Wilhelmine den Kontakt zu ihren Gutshöfen aufrecht und konnte auch einen Briefwechsel mit Juristen am Wiener Kaiserhof und mit Ludwigsburger Höflingen pflegen. Da der Herzog eine öffentliche Stellungnahme ihr gegenüber verweigerte, versuchte sie mithilfe von Gerüchten die Informationslage am Hof zu manipulieren, Gegner zu verunsichern und Eberhard Ludwig umzustimmen. In ihren Briefen beteuerte sie, dass der Herzog sie keineswegs verstoßen habe und schlechte Berater für ihre Verhaftung verantwortlich seien. Tatsächlich hielten sich Minister und Berater in der Grävenitz-Frage zunächst bedeckt, da sie einen Wandel der herzoglichen Meinung fürchteten. Ihre eigene Karriere war in Gefahr, wenn sie Eberhard Ludwig in dieser Hinsicht verärgerten. Wilhelminas Ziel bestand darin, nichts gegen eine Versöhnung des Herzogs mit Johanna Elisabeth einzuwenden, sehr wohl aber an den Hof zurückzukehren.

#### Berliner Exil
Ein Ausgleich zwischen Kaiser, Eberhard Ludwig und Wilhelmine von Würben wurde erst im Uracher Rezess vom 19. Dezember 1732 erreicht. Wertgegenstände und Dokumente musste Wilhelmine dem Herzog zurückgeben. Sie musste sich verpflichten, nie wieder württembergischen Boden zu betreten. Das herzogliche Lehen Welzheim ging in den Besitz ihrer Brüder Friedrich Wilhelm von Grävenitz und Karl Ludwig von Grävenitz über. Gochsheim, Stetten und Brenz wurden nach einer Entschädigungszahlung von 125.000 Gulden zu herzoglichem Besitz. Dieses Vermögen ermöglichte es Wilhelmine bis zu ihrem Tod 1744, ein standesgemäßes Leben in Berlin unter dem Schutz des preußischen Königs Friedrich Wilhelm I. zu führen.
Ihre Adoptivtochter und Nichte Charlotte Wilhelmine Baronesse von Grävenitz war mit nach Berlin gekommen und hatte am 4. Februar 1735 den preußischen Generalmajor der Kavallerie, Georg Konrad von der Goltz, geheiratet. Um das Vermögen der Gräfin entbrannte ein entwürdigender Machtkampf, in den Goltz, der königliche Minister Johann Moritz von Viebahn und König Friedrich Wilhelm I. höchstpersönlich verstrickt waren. Die Gräfin durfte Preußen nicht verlassen, weil die Beteiligten Angst hatten, sie könnte ihr Vermögen außer Landes schaffen. Sie wurde gezwungen, ihr Kapital in Berlin zu binden, indem sie ein Haus an der Berliner Burgstrasse erwerben musste. Erst dann erlangte sie ihre Bewegungsfreiheit zurück und schloss einen Vergleich mit dem Ehepaar Goltz. Das Verhältnis zu ihrer Adoptivtochter war daraufhin zerrüttet.

### Tod (1744)
Christina Wilhelmine von Würben starb am 21. Oktober 1744 und wurde im Gewölbe der Berliner Nikolaikirche bestattet. Bei Grabungsarbeiten anlässlich der Restaurierung der Kirche 1879 wurde aus dem Schutt ihre vergoldete Sargtafel geborgen. Die Inschrift lautet: „Christina / Wilhelmina Gräffin / von Wirben gebohrne / Gräffin von Gräveniz / ist geboh:[ren] den 4. Februarii 1685 / selig gestorb:[en] 21 Octob: / 1744 / Hier liegt ein Gott versöhntes Kind / in Christi Blut gebunden / Dem Gott geschenckt all seine Sünd / Durch Christi Todt und Wunden / Die Seele ist im Himmel rein / Ihr Gott bewahret ihr Gebein / Läst sie mit Freuden / auferstehn.“

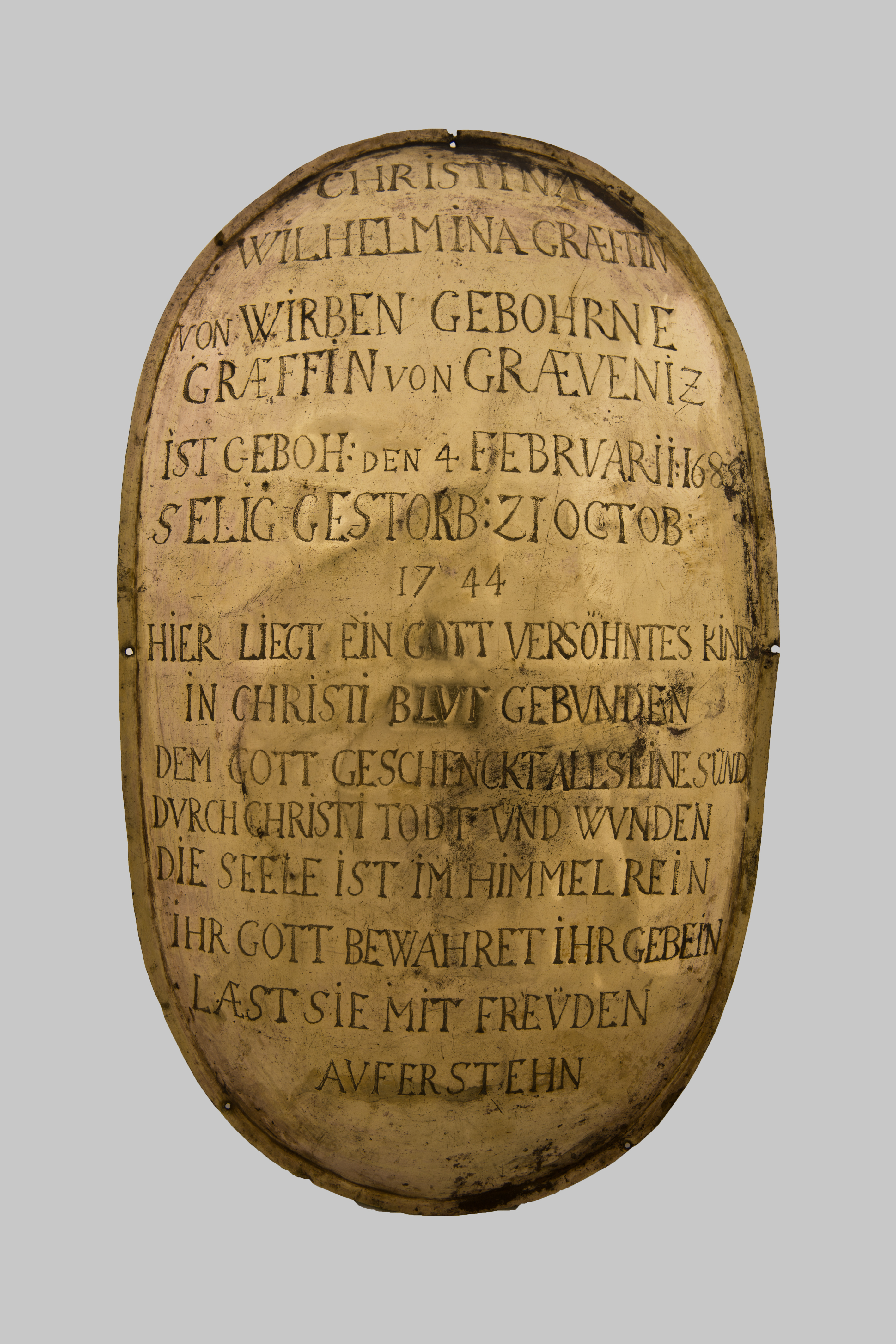
Sargtafel der Gräfin von Würben, Stiftung Stadtmuseum Berlin